# Bernhardt Jungmann
Bernhardt Jungmann (* 1671 in Ronneburg, Hessen; † 1747 in Mexiko) war ein fiktiver deutscher Botaniker und Chemiker. Seine fiktive Biographie erscheint in Appletons’ Cyclopædia of American Biography, einem Werk, das unter mehr als 20.000 Kurzbiographien mindestens 200 Einträge enthält, die sich als frei erfunden herausgestellt haben.

## Leben
Jungmann soll an der Universität Leipzig studiert und 1702 einen Ruf als Professor für Botanik und Chemie an der Universität Göttingen angenommen haben. 1709 soll er einem Ruf als Professor an der Universität Gießen gefolgt sein.
1712 wurde er angeblich Professor an der Universität Leiden und kurz darauf von der niederländischen Regierung mit einer Forschungsreise in Amerika beauftragt. In den folgenden Jahren habe er nacheinander Kanada, Neuengland, Mexiko, Kuba und von 1715 bis 1724 Puerto Rico besucht. Anschließend soll er einige Jahre auf der Antilleninsel Saint-Eustache sowie Saint Lucia gelebt haben, ehe er 1727 nach Leiden zurückgekehrt sei.
In den folgenden Jahren habe er mehrere Fachbücher über seine Forschungsreisen veröffentlicht, aber auch Aufsätze über Antiquitäten in Mexiko, die 1837 in Braunschweig in einem Nachdruck der Blätter für literarische Unterhaltung erschienen seien. Keine dieser Publikationen ist in Bibliotheken nachweisbar.
1744 soll er erneut nach Mexiko gereist sein, wo er wegen seines Glaubens verfolgt und inhaftiert worden sei. Wenige Tage vor seiner geplanten Rückkehr nach Europa sei er in Mexiko an Gelbfieber gestorben.

## Angebliche Veröffentlichungen
- Fasciculus plantarum rariarum et exoticarum (Leiden, 1728)
- Naturalis dispositio echinodermatum (1731)
- Historia piscium naturalis (1732)
- Historia adium (1733)
- Tantamen methodi astrocologicae, sive dispositio naturalis cochlidum et concharum (2 Bände, 1741)
- Methodus plantarum genuina (1743)
- Enumeratio plantarum circa Mexico sponte provenientium (Mexiko, 1746)
- Thesaurus plantarum americanarum (2 Bände, 1747).